# Ried (Münsing)
Ried ist ein Gemeindeteil von Münsing im oberbayerischen Landkreis Bad Tölz-Wolfratshausen. Der Weiler wurde als Teil der ehemaligen Gemeinde Ammerland am 1. Mai 1978 nach Münsing eingemeindet.